# Liste des commanderies templières dans le Languedoc-Roussillon
Cette liste recense les commanderies et maisons de l'Ordre du Temple présentes dans le Languedoc-Roussillon.

## Commanderies
Pour l'historien Alain Demurger, le terme couvent relatif aux implantations en France méridionale que l'on retrouve dans les dépositions des templiers pendant le procès équivaut à celui de baillie, à savoir une commanderie principale dont dépendaient des maisons du Temple dans un espace géographique délimité. Sont identifiées comme baillies (liste non exhaustive) les maisons du Temple d'Aigues-Mortes, de Montpellier, Saint-Gilles ou encore Le Puy.
| Commanderie            | Ville actuelle (ou à proximité) / Département    | Observations |
| ---------------------- | ------------------------------------------------ | --- |
| Alès                   | Alès / Gard                                      | « in ecclesiâ Beatæ Mariæ domus Templi de Alesto » (1217). On trouve également la maison Sainte-Agathe d'Alès. « preceptoris domus de Jalesio et Alesti » (1296) |
| Brégines (Les)         | Béziers / Hérault                                | « domus de Petrosio (Périès) et de Lebressinis » (1268) « in domo Libresines iuxta Biteriis » (1308, procès, Poitiers) « grangia domus de Petrosiis vocata Lebresinas » (1300/1307, procès, Carcassonne)                                                                                            |
| Brucafel               | Carcassonne / Aude                               | [ 7 ] |
| Campagne-sur-Aude      | Campagne-sur-Aude / Aude                         | A vérifier |
| Carcassonne            | Carcassonne / Aude                               | [ 7 ] |
| Cazouls                | Cazouls-d'Hérault / Hérault                      | « Sancti Petri de Casulis » (1203) Maison du Temple et paroisse dépendantes initialement de la commanderie de Pézenas puis baillie du Temple Procès, Poitiers: « Frater Stephanus Trobati de Gabiau dioc. Biterrensis, templarius serviens, preceptor quondam baylivie de Cagulis dicte diocesis », |
| Coupadels              | Salles-sur-l'Hers / Aude, lieu-dit « Coupadels » | Domus de Copadels, proche de Saint-Felix-de-Valfour (Belflou), devenue membre de la commanderie de Caignac après sa dévolution aux hospitaliers., |
| Cours                  | Fajac-en-Val / Aude                              | « Domus Militiae Templi de Curtibus » (1292) |
| Douzens                | Douzens / Aude                                   | , |
| Mas Deu                | Trouillas / Pyrénées-Orientales                  | [ 7 ] |
| Montfrin               | Montfrin / Gard                                  | [ 16 ] |
| Montpellier            | Montpellier / Hérault                            | Faubourg de la Saunerie, « enclos du Grand Saint-Jean », |
| Narbonne               | Narbonne / Aude                                  | [ 7 ] |
| Nîmes                  | Nîmes / Gard                                     | [ 19 ] |
| Périeis (Périès)       | Nissan-lez-Enserune / Hérault                    | Domus de Petrosio, Petrosiis, Peyrosio,. « Periex » sur la carte de Cassini Émile-Guillaume Léonard la situant à tort à Peyrens (Bizanet) |
| Perpignan              | Perpignan / Pyrénées-Orientales                  | , |
| Pézenas                | Pézenas / Hérault                                | [ 25 ] |
| Saint-Gilles-du-Gard   | Saint-Gilles / Gard                              | , |
| Tiveret                | Cabrières / Hérault                              | [ 27 ] |
| Saint-Jean-de-Carrière | Douzens / Aude                                   | [ 7 ] |

| Localisation en Languedoc-Roussillon · (Liens vers les articles correspondants) \| PACA Rhône-Alpes Auvergne Midi-Pyrénées Catalogne Alès Brégines (Les) Brucafel Campagne-sur-Aude Cazouls Coupadels Cours Douzens Mas Deu Montfrin Montpellier Narbonne Nîmes Périeis Perpignan Pézenas St-Gilles \| |
| --- |
| PACA Rhône-Alpes Auvergne Midi-Pyrénées Catalogne Alès Brégines (Les) Brucafel Campagne-sur-Aude Cazouls Coupadels Cours Douzens Mas Deu Montfrin Montpellier Narbonne Nîmes Périeis Perpignan Pézenas St-Gilles                                                                                       |

### Autres biens
Possessions dépendantes des commanderies (maisons du Temple) énumérées ci-dessus:

#### Aude
Il y avait une baillie regroupant les commanderies dans le Carcassès et le Razès: on trouve entre autres un « comendator omnium domorum milicie que modo sunt in patria Carcassensis et Redensis » (1192), le « preceptor domorum Templi Carcassensis et Redensis » (1239) ou encore le « preceptor domorum Templi in Carcassesio et Redesio » (1274). Quant à la commanderie de Périès bien que située dans l'Hérault, elle administrait les biens qui se trouvaient dans la Narbonnaise.
| Commanderies et maisons du Temple subordonnées du département de l'Aude (avec emplacement des principales commanderies de l'Hôpital avant 1312) |
| --- |
| \| Commanderie Maison du Temple / Seign. Expl. agricole Commanderie hospitalière Hérault Pyr. orientales Midi-P. Blomac Brucafel Campagne-sur-Aude Capendu Carcassès Carcassonne Coupadels Cours Coursan Douzens Ferrals Homps Laroque-de-Fa Laure Narbonne Peyriac Roquefort Périès Mirepoix Arzens Puysabran Rival \| |
| Commanderie Maison du Temple / Seign. Expl. agricole Commanderie hospitalière Hérault Pyr. orientales Midi-P. Blomac Brucafel Campagne-sur-Aude Capendu Carcassès Carcassonne Coupadels Cours Coursan Douzens Ferrals Homps Laroque-de-Fa Laure Narbonne Peyriac Roquefort Périès Mirepoix Arzens Puysabran Rival       |

- Dépendant de la commanderie de Carcassonne:
  - Maison du Temple de Brucafel[28] (1133)[29], commune de Carcassonne, quartier Saint-Jean de Brucatel au nord-est. (Domus Templi de Burcafolis)
- Dépendant de la commanderie de Douzens:
  - Divers biens à Blomac[30], Capendu[31], Laure-Minervois[32] et Peyriac-Minervois[33]
- Maison du Temple de Coupadels, commune de Salles-sur-l'Hers, lieu-dit « Coupadels » (Domus de Copadels)[11],[N 1]
- Maison du Temple de Homps[34], commune d'Homps [à vérifier][N 2]
- Dépendant de la baillie / commanderie de Périeis (dite aussi de Peyrens, de Peyrusse)[N 3]
  - Carcassès et Laroque-de-Fa (1261)
  - Coursan (castrum de Corciano, av. 1193)[36]
  - La grange de Ferrals, commune de Ferrals-les-Corbières (grangia de Ferralibus)[37]
  - Maison du Temple de Roquefort, commune de Roquefort-des-Corbières (domus de Rocafort, 1205)[37]

#### Gard
| Commanderies et maisons du Temple subordonnées du département du Gard (avec emplacement des principales commanderies de l'Hôpital avant 1312) |
| --- |
| \| Commanderie Maison du Temple / Seign. Expl. agricole Commanderie hospitalière Hérault Lozère Midi-P. PACA Rhône-Alpes Aigues · -Vives Aimargues Argence Aubais Bellegarde Calvisson Le Luc Générac Meynes Montfrin Nîmes [[Commanderie du Domaine de La Tour\\|Saint Chaptes]] St-Gilles Alès Le Mas-Dieu Peyrolles Le Salzet Nega-Romieu St-Pierre de Camp. Théziers Uzès Alès St-Christol St-Martin · d'Arènes St. Maurice Trinquetaille Jalès Saliers Venrella \| |
| Commanderie Maison du Temple / Seign. Expl. agricole Commanderie hospitalière Hérault Lozère Midi-P. PACA Rhône-Alpes Aigues · -Vives Aimargues Argence Aubais Bellegarde Calvisson Le Luc Générac Meynes Montfrin Nîmes [[Commanderie du Domaine de La Tour\|Saint Chaptes]] St-Gilles Alès Le Mas-Dieu Peyrolles Le Salzet Nega-Romieu St-Pierre de Camp. Théziers Uzès Alès St-Christol St-Martin · d'Arènes St. Maurice Trinquetaille Jalès Saliers Venrella        |

- Maison du Temple / seigneurie d'Aigues-Vives[38]
- Manse (mas ou Maison du Temple ?) et grange d'Aimargues[39]
- Maison du Temple / seigneurie de Générac[38]
- Métairie du Luc-Bas, commune de Campestre-et-Luc[N 4]
- Divers biens au Mas-Dieu, commune de Laval-Pradel
- Coseigneurie (1146)[41] et grange de Meynes
- Grange de Peyrolles[42], commune d'Allègre-les-Fumades
- L'honneur (fief) de Montagnac[N 5] (1146)[43] ainsi que l'église et paroisse Saint-Paul de Montagnac (1178), commune de Montfrin[44]
- Seigneurie du Salzet (Salcet), commune de Malons-et-Elze[45]
- Coseigneurie de Théziers (1146)[41]
- Coseigneurie de Trévils (1146)[41] (au sud-est de Montfrin) avec l'église et paroisse de Saint-Martin-de-Trévils (1161)[46]
- Divers biens à Uzès
- Dépendant de la baillie de Saint-Gilles (conventus sancti Egidii):
  - Maison du Temple d'Argence[47],[48] (Mas du Grand Argence), commune de Fourques
  - Membre d'Aubais, commune d'Aubais[49]
  - Maison du temple de Bellegarde[50],[51]
  - Manse (mas) et grange du Temple de Calvisson[52]
  - Commanderie / Maison du Temple et coseigneurie de Montfrin (anciennement commanderie principale rattachée à la baillie de Saint-Gilles)[53],[N 6]
  - Maison du Temple de Saint-Pierre-de-Campublic (dite aussi de Beaucaire)[54],[N 7]
  - Maison du Temple de Nega-Romieu / Nega-Romiensi[55] / Negaroumieus, commune d'Aigues-Mortes[N 8]
  - Un petit nombre de maisons du Temple / seigneuries situées dans le département des Bouches-du-Rhône dépendaient de Saint-Gilles, à savoir: Saliers, Venrella[N 9] et l'hospicium dit Villa de Mari dans l'enceinte des Saintes-Maries-de-la-Mer[57].

#### Hérault
| Commanderies et maisons du Temple subordonnées du département de l'Hérault (et emplacement des principales commanderies de l'Hôpital avant 1312) |
| --- |
| \| Commanderie Maison du Temple Expl. agricole Commanderie hospitalière PACA Abeilhan Bannières Brégines (Les) Bruyère (la) Cabrières Cazouls Launac Lézignan Lodève Lunel Montpellier Périès Pézenas Ubertes (Les) · et Rocozels Sétenières Usclas Capestang Campagnoles Grézan Marseillan Nébian St-Christol St-Vincent-d'Olargues Montpellier \| |
| Commanderie Maison du Temple Expl. agricole Commanderie hospitalière PACA Abeilhan Bannières Brégines (Les) Bruyère (la) Cabrières Cazouls Launac Lézignan Lodève Lunel Montpellier Périès Pézenas Ubertes (Les) · et Rocozels Sétenières Usclas Capestang Campagnoles Grézan Marseillan Nébian St-Christol St-Vincent-d'Olargues Montpellier       |

Outre les principales commanderies de ce département, on trouve de nombreuses maisons du Temple de moindre importance ainsi que des biens fonciers à vocation agricole qui s'y rattachaient sachant que certaines de ces possessions templières pouvaient dépendre d'une commanderie située dans un autre département entre autres celle de Sainte-Eulalie-de-Cernon :
- Dépendant de la commanderie de Montpellier :
  - Maison du Temple de la Bruyère (domus Templi de Brugeriis)[N 10] ;
  - La maison du temple de Castries (preceptor de Castriis) et la Grange de Bannières (preceptor grangie de Baneriis)[59],[60], commune de Castries ;
  - Maison du Temple de Launac[61] (preceptor de Launaco)[62], commune de Fabrègues ;
  - Maison du Temple de Lunel (preceptor domus Lunelli)[63][N 11] ;
- Dépendant de la commanderie de Pézenas :
  - La maison du Temple d'Abeilhan (domus Abelliani), commune d'Abeilhan ;
  - La maison du Temple de Cabrières (domus de Caprariis), aujourd'hui le domaine du Temple, commune de Cabrières et à proximité celle de Sainte-Marie de Tibéret (dite aussi de Tiveret, maio de Sancta Maria de Tiveret, 1184-1266) qui dépendait initialement de la commanderie de Sainte-Eulalie en Aveyron[64] ;
  - La maison du Temple de Cazouls ;
  - Fief de Lézignan-la-Cèbe (Domus de Lizignano) ;
  - L'ancienne paroisse de Saint-André-de-Sethenières dite aussi de Sétenières[N 12] (Villa de Setheneriis) et le domaine de la « grange de l'Étang »[N 13], commune de Pézenas. Saint-André a été identifié à tort comme étant « Le Sesquier », commune de Mèze par certains auteurs[N 14] ;
  - Grange de « Sererens » (grancli [sic] [grangerius] de Sererens, dioc. Biterrensis)[69] qui pourrait correspondre au Sesquier selon monsieur Léonard s'il ne s'agit pas de Sétenières ;
  - La paroisse de Saint-Véran d'Usclas ;
- Dépendant de la commanderie de Sainte-Eulalie-de-Cernon :
  - La maison du Temple de Lodève ;
  - L'église et la maison du Temple de Sainte-Marie des Ubertes ainsi que le Campmas (1147) et la chapelle de Rocozels (1181)[N 15], commune de Ceilhes-et-Rocozels[70].

Quant aux hospitaliers de l'ordre de Saint-Jean de Jérusalem, ils avaient déjà implanté un certain nombre de commanderies (domus Hospitalis) avant la dévolution des biens de l'ordre du Temple, à savoir :
- Béziers ;
- Capestang[N 16], ensuite membre de Grézan ;
- Campagnoles ;
- Grézan (1181)[78] ;
- Marseillan (1158)[78] (1234: Bernard Brunet, commandeur ; preceptor de Marcilianum ; domus hospitalis Sancti Johannis de Marsalianum)[79], ensuite membre de Grézan ;
- Montpellier (Le petit Saint-Jean) ;
- Nébian (1147)[78] ;
- Saint-Christol (av. 1149)[78] ;
- Saint-Vincent-d'Olargues.

#### Lozère
Il ne semble pas y avoir eu de commanderie / Maison du Temple dans ce département contrairement aux Hospitaliers. Néanmoins, on trouve un petit nombre de biens au nord-ouest du département dépendant de Lacapelle-Livron et d'Espalion (à l'ouest en Midi-Pyrénées).
| Commanderies et maisons du Temple subordonnées du département de la Lozère (Liens vers les articles correspondants et emplacement des principales commanderies de l'ordre de Saint-Jean de Jérusalem avant la dévolution) |
| --- |
| \| Commanderie Maison du Temple Expl. agricole Commanderie · hospitalière Auvergne-Rhône-Alpes Occitanie Marchastel Cougoussac St-Andéol Gap-Francès Meyrueis Palhers La Clau La Sauvetat \|                              |
| Commanderie Maison du Temple Expl. agricole Commanderie · hospitalière Auvergne-Rhône-Alpes Occitanie Marchastel Cougoussac St-Andéol Gap-Francès Meyrueis Palhers La Clau La Sauvetat                                    |

#### Pyrénées-Orientales
| Commanderies et maisons du Temple subordonnées du département des Pyrénées-Orientales (Liens vers les articles correspondants et emplacement des principales commanderies de l'ordre de Saint-Jean de Jérusalem avant la dévolution)               |
| --- |
| \| Commanderie Maison du Temple Expl. agricole Commanderie · hospitalière Midi-Pyrénées Catalogne Courbous Mas Deu M. de la Garrigue Nyls Orla Palau Perpignan Prugnanes Saint-Arnac Saint-Hippolyte Terrats Bages Mas Galí Ix Bajoles Campagne \| |
| Commanderie Maison du Temple Expl. agricole Commanderie · hospitalière Midi-Pyrénées Catalogne Courbous Mas Deu M. de la Garrigue Nyls Orla Palau Perpignan Prugnanes Saint-Arnac Saint-Hippolyte Terrats Bages Mas Galí Ix Bajoles Campagne       |

Au XIIIe siècle ou tout au moins dans sa deuxième partie, les possessions de l'ordre du Temple en Roussillon étaient regroupées dans la baillie dite du Mas Deu exception faite de celles en Cerdagne:
- La maison du Temple d'Argelès dont l'existence semble éphémère (1273)[81]
- Plusieurs exploitations (fermes) près de l'ancien étang de Bages (Pyrénées-Orientales) qu'ils ont asséché. La maison du Temple de Bages n'est mentionnée qu'une seule fois (1227)[81].
- La maison du Temple de Courbous (Corbós, 1261[81], Corbous, domus Templi de Corbons) au diocèse d'Elne (archidiocèse de Narbonne), commune de Sournia
- La maison du Temple du Mas de la Garrigue (1197)[81], commune de Perpignan (au sud touchant au Réart)[82][N 17]
- La seigneurie de Nyls[83]
- La maison du Temple d'Orla (1264[81], domus Templi de Orulo)[84] avec la seigneurie totale[83], commune de Perpignan (Orla)[N 18]
- La maison du Temple de Palau (1187)[81] avec le château et la seigneurie totale des lieux[83], commune de Palau-del-Vidre
- La maison du Temple de Prugnanes[85],[86],[87]
- La maison du Temple de Saint-Arnac (Centernac, 1214[81], domus Templi de Sancto Arnacho)  avec la seigneurie entière[83]
- La maison du Temple de Saint-Hippolyte (1216)[81] avec le château et la seigneurie[88]
- La seigneurie entière de Terrats[83].
- Dépendant de la commanderie de Puig-Reg (en Catalogne)[N 19]:
  - Le manse (domaine, mas) de Galí ainsi que trois autres manses et quatre maisons à Osséja[91]
  - Un mas dans la paroisse d'Ix, commune de Bourg-Madame

L'ordre de Saint-Jean de Jérusalem semble n'avoir eu qu'une seule commanderie avant la dévolution des biens de l'ordre du Temple, à savoir celle de Bajoles, avec des possessions en bord de mer (Collioure, Saint-Nazaire et Villarase). À partir de 1324 et jusqu'à la révolution française, on trouve trois commanderies hospitalières: Bajoles, le Mas Deu et Orla.

## Possessions douteuses ou à vérifier
- La maison du Temple de Roussillon : « Domus militie Templi de Ruscilione » occupée par le roi de Majorque en 1290. Rodrigue Tréton pense qu'il s'agit de la commanderie du Mas Deu, chef-lieu (baillie) des possessions templières dans le Roussillon[96]. Pourrait correspondre à la commune de Château-Roussillon ou alors il s'agit de la commanderie de Perpignan mais cette dernière est généralement désignée dans les chartes en tant que « Domus Templi Perpiniani ».
- La maison du Temple d'Allègre dans le Gard[N 20]
- La coseigneurie de Sabran et le domaine de Boussargues[97],[N 21]
- La seigneurie de Saint-Maurice-de-Cazevieille. Le château de Saint-Maurice appartenait déjà aux hospitaliers en 1187[N 22]
- Le château de Saint-Roman, commune de Laval-Saint-Roman qui aurait été un ancien couvent templier[99],[100],[101] à moins qu'il s'agisse de Saint-Roman, commune de Cros que la coutume désigne également comme les ruines d'une commanderie templière
- La commanderie de Saint-Siffret qui a peut-être été confisquée aux templiers et donnée au chapitre de la cathédrale d'Uzès[102],[103]
- La maison du Temple de Florac en Lozère[N 23]
- Une maison du Temple dite de la Nougarède dans l'Aude près de Magrie ou encore la maison du Temple de la Nogarède, commune de Mazères en Ariège. Il s'agit en fait de la Cavalerie, commune de Pamiers[N 24]. L'une des sources primaires date du procès à Carcassonne où fut interrogé en 1307 le commandeur de la domus Templi de Nogareda juxta Appamias (près de Pamiers) et de Mirapisce (Mirepoix)[107].